# 創惑
創惑（英語：Inspiration），是一匹曾在香港出賽的已退役賽駒，練馬師是約翰摩亞。競賽生涯中一勝國際一級賽。

## 競賽生涯

### 賽前
此馬在2005年度因格利斯復活節拍賣會中以42萬澳元被澳門練馬師摩加利所經營的公司買下，經過轉手後，由許世勳先生及夫人擁有，交由約翰摩亞訓練。2005年11月5日創惑在香港接受閹割手術。

### 2005-2006年馬季
2006年2月19日出戰新馬賽，被捧成1.5倍的大熱門，起步後帶出，最終以1個馬多位勝出。4月1日出戰另一場新馬賽事，仍然成為大熱門，但是發揮平平，只得第五。之後在兩場新馬賽中均跑獲亞軍。在季尾舉行的新馬短途錦標中，創惑的獨贏賠率較以往為冷，但仍跑獲季軍。

### 2006-2007年馬季
經季末評分調整後，創惑的評分是60分，10月21日出戰四班泥地1200米賽事，最後受到快而勝挑戰，以頸位擊退對手，該場賽事季軍奧利皇子負創惑六個多馬位。11月1日出戰三班1200米公益金盃，負對手3個馬位跑第五。11月12日出戰三班賽事，由見習騎師黎海榮策騎，全程領放下力壓熊中雄取勝。在12月10日三班賽事跑第三後，2007年1月1日出戰三班賽事，在直路初段未能找位，到200米找到位置勝出，從而勝出賽事。1月20日再度增程出戰1400米賽事，曾經一度帶先，但是聲威旺在最後一百米超越創惑，未能勝出。
3月21日出戰谷草二班1200米賽事，由楊啟棠策騎，輕鬆勝出。4月18日出戰同程，再次成為大熱門，但是表現一般只跑第6。6月3日出戰第二班讓賽，牠在賽事中被困，加上後上乏力，只跑第13名而回，賽後獸醫發現創惑流鼻血。

### 2007-2008年馬季
10月21日出戰田草2班1200米賽事，首次由馬房騎師白德民策騎，結束以馬頭位敗於齊歌頌之下，之後在一班保良局百週年紀念盃中僅敗於金同德。之後增程挑戰一班其士盃，但只跑第7。接著在12月9日角逐2班1200米賽事，以短馬頭位僅負於高點之下。1月6日出戰1400米賽事，全程被困下遲遲無法走位，只能以第11名完成賽事。創惑原定出戰2008年2月9日的第一班1200米賽事，但因為腳傷而提出退出。結果因為腳患而提早休養，到6月才康復。結果創惑未能在該馬季勝出賽事。

### 2008-2009年馬季
創惑在2008-09年度第一場賽事是9月17日二班跑馬地1200米賽事，在最後200米從馬群中穿插取得勝利。然後在跑馬地第一班賽事警察盃跑第5，原因是負重磅並排第12檔，賽後報名角逐香港短途錦標預賽，這是牠首次挑戰分級賽，結果只跑第7。跑完此賽事後不久成為香港短途錦標參戰馬，在該賽事中發揮後上，與綠色駿威及大熱門阿帕奇貓短兵相接，結果成功擊敗對手，爆冷勝出香港短途錦標。賽後原定計劃出戰閃電錦標，但因為當地檢疫問題而取消出征計劃。改而角逐香港的賽事，勝出香港短途錦標後，評分大幅增加19分，在三級賽洋紫荊短途錦標負重磅下，跑出第6名。
2月1日出戰百週年紀念短途盃，賽事焦點放在剛剛復出的蓮華生輝之上，因而成為半冷，但比賽上乘蓮華生輝及安畋互相碰撞而得利，並力壓後上的黃鑽石取勝。其後休養一段時間，避戰主席短途獎。
經過三個月休養後，5月1日再度復出戰二級賽短途錦標，在賽事上被蓮華生輝及帝聖龍駒遠遠帶離，最後一步更被同馬房的同一世界超越以第4名完成賽事。5月17日與另一匹香港代表蓮華生輝一起出戰KrisFlyer國際短途錦標，但是整場賽事表現平平，沒有可取之處，只得第9，賽後更取消出征英國皇家雅士谷的賽事。

### 2009-2010年馬季
創惑在新馬季第一場比賽是沙田短途錦標，在讓磅賽仍需負重磅的關係，發揮未如理想，雖然只得第6，但仍跟隨前列馬匹過終點。接著出戰三級賽精英碗，改用見習騎師梁家俊，獲減7磅優勢，在直路上成功率先超越前領馬，並將優勢帶回終點，為鞍上人梁家俊策騎以來第一個分級賽冠軍。但是在香港一哩錦標預賽大敗，原因是氣管內有很多血，未能發力。其後獲參加香港短途錦標，在白德民選騎同一世界下，由另一名澳洲騎師韋健仕策騎，結果取得第八名。
2010年1月9日向香港賽馬會申請退役已經接納

## 賽績
| 日期       | 馬場   | 距離   | 級別 | 賽事名稱                  | 負重（磅） | 騎師   | 名次/出馬 | 時間    | 與頭馬距離 | 冠軍（亞軍） |
| ---------- | ------ | ------ | ---- | ------------------------- | ---------- | ------ | --------- | ------- | ---------- | ------------ |
| 19/2/2006  | 沙田   | 草1000 |      | 新馬平磅賽                | 118        | 韋達   | 1/10      | 0:57.6  | 1 3/4      | （馬有利）   |
| 1/4/2006   | 沙田   | 草1200 |      | 新馬平磅賽                | 125        | 冼毅力 | 5/10      | 1:09.7  | 2-3/4      | 勇猛神駒     |
| 15/4/2006  | 沙田   | 草1000 |      | 新馬平磅賽                | 125        | 蘇銘倫 | 2/11      | 0:58.3  | 2-1/4      | 特區寶       |
| 13/5/2006  | 沙田   | 草1200 |      | 新馬平磅賽                | 125        | 韋達   | 2/11      | 1:10.4  | 1-1/2      | 旺國手       |
| 17/6/2006  | 沙田   | 草1200 |      | 新馬短途錦標（1班）       | 119        | 冼毅力 | 3/10      | 1:10.2  | 1-3/4      | 熊中雄       |
| 21/10/2006 | 沙田   | 泥1200 |      | 第四班讓賽                | 132        | 高雅志 | 1/12      | 1:10.5  | 頸位       | （快而勝）   |
| 1/11/2006  | 跑馬地 | 草1200 |      | 公益金盃（3班）           | 120        | 高雅志 | 5/12      | 1:10.8  | 3          | 幸運派彩     |
| 12/11/2006 | 沙田   | 草1200 |      | 第三班讓賽                | 115        | 黎海榮 | 1/13      | 1:09.2  | 頸位       | （熊中雄）   |
| 10/12/2006 | 沙田   | 草1200 |      | 第三班讓賽                | 115        | 徐君禮 | 3/14      | 1:09.5  | 3-1/4      | 山東好馬     |
| 1/1/2007   | 沙田   | 草1200 |      | 第三班讓賽                | 127        | 蘇銘倫 | 1/14      | 1:09.4  | 1-1/2      | （熊中雄）   |
| 20/1/2007  | 沙田   | 草1400 |      | 第三班讓賽                | 127        | 蘇銘倫 | 2/14      | 1:22.4  | 3/4        | 聲威旺       |
| 21/3/2007  | 沙田   | 草1200 |      | 第二班讓賽                | 112        | 楊啟棠 | 1/12      | 1:09.8  | 2-3/4      | （極奇妙）   |
| 18/4/2007  | 跑馬地 | 草1200 |      | 第二班讓賽                | 117        | 柏寶   | 6/12      | 1:09.5  | 2-1/2      | 綠色駿威     |
| 3/6/2007   | 沙田   | 草1200 |      | 第二班讓賽                | 124        | 韋達   | 13/14     | 1:11.6  | 20-3/4     | 陽光         |
| 21/10/2007 | 沙田   | 草1200 |      | 第二班讓賽                | 124        | 白德民 | 2/14      | 1:08.3  | 頭位       | 齊歌頌       |
| 6/11/2007  | 跑馬地 | 草1200 |      | 保良局百週年紀念盃（1班） | 123        | 白德民 | 2/12      | 1:08.9  | 1-3/4      | 金同德       |
| 25/11/2007 | 沙田   | 草1400 |      | 其士盃（1班）             | 119        | 潘頓   | 7/14      | 1:22.1  | 2-1/2      | 陽光         |
| 9/12/2007  | 沙田   | 草1200 |      | 第二班讓賽                | 130        | 白德民 | 2/14      | 1:09.7  | 短馬頭     | 高點         |
| 6/1/2008   | 沙田   | 草1400 |      | 第二班讓賽                | 133        | 白德民 | 11/14     | 1:23.7  | 4-1/2      | 無極         |
| 17/9/2008  | 跑馬地 | 草1200 |      | 第二班讓賽                | 133        | 白德民 | 1/12      | 1:11.00 | 1/2        | （魅力漢子） |
| 19/10/2008 | 跑馬地 | 草1200 |      | 警察盃（1班）             | 130        | 鄭雨滇 | 5/12      | 1:11.43 | 3          | 高點         |
| 23/11/2008 | 沙田   | 草1200 | HKG2 | 香港短途錦標預賽          | 123        | 普萊西 | 7/12      | 1:08.67 | 3          | 安畋         |
| 14/12/2008 | 沙田   | 草1200 | G1   | 香港短途錦標              | 126        | 白德民 | 1/13      | 1:08.68 | 頭位       | （綠色駿威） |
| 10/1/2008  | 沙田   | 草1000 | HKG3 | 洋紫荊短途錦標            | 133        | 潘頓   | 7/14      | 57.19   | 2-1/2      | 樂意洋洋     |
| 1/2/2009   | 沙田   | 草1000 | HKG1 | 百週年紀念短途盃          | 126        | 巫斯義 | 1/12      | 56.91   | 1/2        | （黃鑽石）   |
| 1/5/2009   | 沙田   | 草1200 | HKG2 | 短途錦標                  | 128        | 白德民 | 4/10      | 1:09.95 | 3          | 蓮華生輝     |
| 17/5/2009  | 克蘭芝 | 草1200 | SGG1 | KrisFlyer國際短途錦標     | 57公斤     | 白德民 | 9/13      | 1:09.42 | 9-3/4      | 蓮華生輝     |
| 4/10/2009  | 沙田   | 草1000 | HKG3 | 沙田短途錦標              | 133        | 白德民 | 6/11      | 56.50   | 3-1/2      | 鳥語花香     |
| 25/10/2009 | 沙田   | 草1200 | HKG3 | 精英碗                    | 126        | 梁家俊 | 1/14      | 1:09.02 | 3/4        | （同一世界） |
| 22/11/2009 | 沙田   | 草1200 | HKG2 | 香港短途錦標預賽          | 128        | 巫斯義 | 13/14     | 1:10.69 | 9-1/2      | 鳥語花香     |
| 13/12/2009 | 沙田   | 草1200 | G1   | 香港短途錦標              | 126        | 韋健仕 | 8/14      | 1:09.76 | 3-3/4      | 蓮華生輝     |

- 新加坡賽事官方單位為公斤。

## 血統
父系飛行馬刺是著名澳洲種馬，競賽生涯勝出賽事包括金拖鞋錦標及澳洲堅尼等，配種成功優異，已誕下多匹分級賽冠軍。母系La Bamba出自Last Tycoon，出賽九次，取得兩場勝利，此外2002年所誕下的半兄幸運戰駒曾在香港及澳洲出賽，牠勝出澳洲一場表列賽後成為種馬。另外牠的近親包括了主席錦標冠軍讚惑，為創惑同主馬。

## 外部連結
- 香港賽馬會 （页面存档备份，存于）
- 血統背景 （页面存档备份，存于）